# Nyctemera basinigra
Nyctemera basinigra är en fjärilsart som beskrevs av Engbert Jan Nieuwenhuis 1948. Nyctemera basinigra ingår i släktet Nyctemera och familjen björnspinnare. Inga underarter finns listade i Catalogue of Life.